# わたしが恋人になれるわけないじゃん、ムリムリ!（※ムリじゃなかった!?）
『わたしが恋人になれるわけないじゃん、ムリムリ!（※ムリじゃなかった!?）』（わたしがこいびとになれるわけないじゃん ムリムリ ムリじゃなかった）は、みかみてれんによる日本のライトノベル。ダッシュエックス文庫（集英社）より2020年2月から刊行されている。略称は「わたなれ」。イラストは竹嶋えくが担当している。
「次にくるライトノベル大賞2021」では総合部門で3位、書き下ろし新作部門で1位をそれぞれ獲得している。2024年9月時点で電子版を含めたシリーズ累計部数は50万部を突破している。
メディアミックスとして、2020年5月15日からむっしゅの作画によるコミカライズが『水曜日はまったりダッシュエックスコミック』（同）にて連載中。また、2025年7月よりテレビアニメが放送中。

## あらすじ
中学時代、不登校気味で友達のいない陰キャとして過ごしていた甘織れな子は、高校では陽キャとして生きていくことを決意し、入学式の日にクラスメイトの王塚真唯に声を掛けて友達となる。その後の席替えでれな子の前の席となった瀬名紫陽花、真唯を中心に集まった琴紗月、小柳香穂を加えたスクールカースト最上位の陽キャグループに所属することができ、充実した高校生活を送っていた。
2か月後、陽キャとして振る舞う日々に精神を疲弊させていたれな子は、休息のため屋上へと逃げ出す。心配して後を追った真唯は、れな子が投身しようとしていると勘違いし、自殺を止めようと走り出す。その勢いのまま、二人は共に屋上から落ちてしまう。九死に一生を得た二人はそれぞれの悩みを打ち明け、「本当の友達になろう」と誓い合う。しかし翌日、れな子は真唯から愛の告白をされる。突然のことにれな子は戸惑うが、「親友」か「恋人」か、二人にとってどちらの関係が相応しいか勝負をしようと真唯から提案される。
「親友」になりたいれな子と、「恋人」になりたい真唯の二人の関係を掛けた勝負から始まるガールズラブコメディ。

## 作中用語
芦ケ谷高校（あしがやこうこう）
主要人物たちが通う男女共学の公立高校。略称は芦高。
京王線沿線の進学校である。
クインテット（Queentet）
1年A組のれな子、真唯、紫陽花、紗月、香穂の5人組グループの呼称。
本来の意味である五重奏と、真唯の母の会社名である「クイーンローズ」を掛け合わせた造語である。
なお、本人たちは名付けに関与していない。

## 登場人物
声の項目は特記のない場合、テレビアニメ版の声優。

### 主要人物
甘織 れな子（あまおり れなこ）
声 - 中村カンナ / 大橋彩香（PV）
本作の主人公。容姿、頭脳、運動神経全てが平凡な女の子。身長は158センチメートル。
両親と2つ下の妹がいる。
暗い中学校生活を送る中、小学校時代の同級生のSNSを見たことで当時の友達が充実した生活を送っていることを知り、高校デビューを決意する。
妹の協力で見た目を整えたり、話し方を直したりといった地道な努力を積み重ね、迎えた高校の入学式の日に真唯と友達となり、念願だった陽キャグループの一員となった。
根が陰キャのコミュ障で自己否定感が強く、毎晩ベッドの中で自身の言動を振り返るといったおふとん大反省会を行っている。
他人の顔色を窺ったり、必死に会話のテンポについていったりして心理的負荷をかけてしまうため、一人で定期的に屋上に行きMPを回復させている。
中学校時代のとあることがきっかけで、他人からの誘いを断ることが苦手。
陽キャへの偏見でスクールバッグにコアラのマスコットを付けている。
髪型やヘアピン、洋服等のファッションにはれな子の意思はなく、これらのものは全て妹を頼っている。
父の影響を受け、ゲームが趣味となる。特にFPSを嗜んでおり、お小遣いは全てゲームにつぎ込む。
中学3年時のクリスマスは1日中ゲームをして過ごした。
料理が苦手で米を炊く程度しかできない。
王塚 真唯（おうづか まい）
声 - 大西沙織 / 田所あずさ（PV）
金髪碧眼のクォーター。一国のお姫様のような外見をしている美少女。身長は167センチメートル。
母は世界的に有名なデザイナー。
幼いころからモデルとして日本国外で活躍している芸能人であるが、気さくな性格をしており、分け隔てなく接する。
学年1位の学業成績を誇り、運動神経も飛び抜けていて人望も厚く、全てにおいて完璧超人の天才。
歩く度に異名が増え、ハリウッド女優、王族の方、スパダリ、種族：王塚真唯といったものがある。
趣味で手の込んだ料理を作る。
瀬名 紫陽花（せな あじさい）
声 - 安齋由香里 / 石見舞菜香（PV）
ふわふわとした雰囲気を持つ純粋培養の美少女で、れな子からは度々天使と称されている。身長は158センチメートル。
両親と弟が二人いる。おっとりしているところは父親、やんちゃなところは母親譲り。
共働きの両親に代わって、二人の弟の面倒をよく見ており、料理も得意。
小さな子どもが奮闘している映画やドラマを観ると感情移入して、涙を流してしまう。
学業の成績もよく、学年10位内に入る。
自ら遊びに誘うことは稀で、誘われ待ちの受け身であるが人付き合いはいい。
琴 紗月（こと さつき）
声 - 市ノ瀬加那
切れ長の目をした黒髪和風のクール系美人。身長は165センチメートル。
真唯とは小学5年生からの幼馴染で腐れ縁の仲。
小学校時代に起きた事件を境に真唯をライバル視しているものの、負け続けている。
学業成績は学年2位の秀才。
教室ではクラスメイトと交流することは少なく、専ら読書をしている。
ジャンルを問わず手当たり次第に読む乱読家であるが、特に人間の感情が描かれている作品を好む。
私服だと大学生と間違われてしまうことを気にしている。
小柳 香穂（こやなぎ かほ）
声 - 田中貴子
明朗快活な性格の美少女。芦ケ谷の妹として男女問わず全校生徒に可愛がられている。身長は153センチメートル。
真唯を推していることを公言していて、彼女の金髪に因んだ黄色のヘアアクセサリーをしている。
真唯に告白したことがあるという噂がある。

### 甘織家
甘織 遥奈（あまおり はるな）
声 - 相良茉優
甘織家の次女でれな子の妹。身長は160センチメートル。
中学2年生でバドミントン部に所属しており、運動神経もいい体育会系。
姉とは対照的に陽キャで、初対面の相手にも臆することなく、積極的に連絡先を交換する。
パジャマや装飾品にもこだわっており、自身のお小遣いで購入している。
れな子の高校デビューに大きく貢献した。
甘織（父）
れな子の父。
れな子にゲームの影響を与えた張本人であるが、娘と違ってのんびりとしたゲームを好む。
甘織（母）
声 -中原麻衣
れな子の母。
パートで働いている。

### 王塚家
王塚 ルネ（おうづか ルネ）
真唯の母。
アパレルブランド「クイーンローズ（QR)」のCEO兼メインデザイナー。
花取 単衣（はなとり ひとえ）
王塚家の家政婦兼専属運転手。リムジンを運転して真唯の送迎を行っている。年齢は25歳。
アンドロイドのように隙のない美人。
現役モデルの真唯が参考にするほどの美的センスを持ち、真唯の成長を一番近くで見守ってきた一人。
真唯のことは実在するお姫様だと思っており、忠誠を尽くしている。

### 瀬名家
瀬名（母）
紫陽花の母。のびのびとしたしっかり者。
瀬名 広樹（せな こうき）
瀬名家の長男で紫陽花の弟。小学三年生。
瀬名 桔平（せな きっぺい）
瀬名家の次男で紫陽花の弟。小学一年生。

### 琴家
琴（母）
声 -ゆかな
紗月の母。れな子に紗月の姉だと間違われるほど若々しい。夜の仕事をしている。

### 芦ケ谷高校1年A組
広崎 美知留（ひろさき みちる）
声 - 山本希望　
学級担任の英語教師。年齢は30歳前半。
軽やかな口調をしていて、身長は150センチメートル前後と小柄。
あだなは、みっちゃん先生。
クラス決めの際に、他の教員が真唯の担任となることを渋る中、自ら名乗り出て担任を受け持つ。
「王塚さんを御すための人材をください」と主張したため、当初は別のクラスになる予定だった紫陽花と紗月もA組となった。
清水（しみず）
声 - 白石兼斗
男子の陽キャで長身イケメン。バスケ部に所属している。
藤村の友人。
藤村（ふじむら）
声 - 長岡龍歩
男子の陽キャで長身イケメン。運動部に所属している。
清水の友人。
山口（やまぐち）
男子の陽キャ。体格はゴツいが、優しそうな顔立ち。バスケ部所属。
清水の友人。
長谷川（はせがわ）
声 - 天希かのん
地味グループの大人しい女子。美術部に所属している。
平野の友人。クインテットのファン。度々れな子を褒め立てる。
球技大会ではれな子と同じバスケチームに所属。
平野（ひらの）
声 - 阿部菜摘子
地味グループの活発な女子。文芸部に所属している。
長谷川の友人。クインテットのファン。度々れな子を褒め立てる。
球技大会ではれな子と同じバスケチームに所属。

### 芦ケ谷高校1年B組
5oddes（）
高田卑弥呼が真唯が所属するクインテットに対抗すべく立ち上げたカースト上位グループ。メンバーはそれぞれクインテットのメンバーとキャラが被っている。
高田 卑弥呼（たかだ ひみこ）
B組の女王。5oddesのリーダー。美人で背が高く、運動神経もよく、親がお金持ち。高校入学以来テストで3位を譲ったことがない。
亀崎 千鶴（かめさき ちづる）
5oddesのメンバー。紗月とキャラが被っている。
羽賀 鈴蘭（はが すずらん）
5oddesのメンバー。紫陽花とキャラが被っている。
根本 ミキ（ねもと ミキ）
5oddesのメンバー。香穂とキャラが被っている。
照沢 燿子（てるさわ ようこ）
5oddesとクインテットの衝突を機にれな子へ接してきた女子。誰とも仲良くならないが、誰とでもお喋りする。なお5oddes所属ではない。

## 既刊一覧

### 小説
- みかみてれん（著）・竹嶋えく（イラスト） 集英社〈ダッシュエックス文庫〉、既刊8巻（2025年7月25日現在）
  1. 「わたしが恋人になれるわけないじゃん、ムリムリ！ （※ムリじゃなかった!?）」2020年2月21日発売[5]、ISBN 978-4-08-631356-8
  2. 「わたしが恋人になれるわけないじゃん、ムリムリ！ （※ムリじゃなかった!?） 2」2020年8月25日発売[15]、ISBN 978-4-08-631379-7
  3. 「わたしが恋人になれるわけないじゃん、ムリムリ！ （※ムリじゃなかった!?） 3」2021年4月23日発売[16]、ISBN 978-4-08-631412-1
  4. 「わたしが恋人になれるわけないじゃん、ムリムリ！ （※ムリじゃなかった!?） 4」2021年10月25日発売[17]、ISBN 978-4-08-631439-8
  5. 「わたしが恋人になれるわけないじゃん、ムリムリ！ （※ムリじゃなかった!?） 5」2023年2月28日第1刷発行（2月24日発売[18]）、ISBN 978-4-08-631480-0
  6. 「わたしが恋人になれるわけないじゃん、ムリムリ！ （※ムリじゃなかった!?） 6」2023年11月29日第1刷発行（11月25日発売[19]）、ISBN 978-4-08-631528-9
  7. 「わたしが恋人になれるわけないじゃん、ムリムリ！ （※ムリじゃなかった!?） 7」2024年12月25日発売[20]、ISBN 978-4-08-631568-5
  8. 「わたしが恋人になれるわけないじゃん、ムリムリ！ （※ムリじゃなかった!?） SS集」2025年7月25日発売[21]、ISBN 978-4-08-631610-1

### 漫画
- みかみてれん（著）・竹嶋えく（キャラクター原案）・むっしゅ（作画） 『わたしが恋人になれるわけないじゃん、ムリムリ！（※ムリじゃなかった!?）』 集英社〈ヤングジャンプコミックス〉、既刊8巻（2025年6月18日現在）
  1. 2020年10月16日発売[22][23]、ISBN 978-4-08-891719-1
  2. 2021年4月19日発売[24]、ISBN 978-4-08-891891-4
  3. 2021年10月19日発売[25]、ISBN 978-4-08-892126-6
  4. 2022年4月19日発売[26]、ISBN 978-4-08-892126-6
  5. 2023年3月17日発売[27]、ISBN 978-4-08-892654-4
  6. 2023年12月19日発売[28]、ISBN 978-4-08-893110-4
  7. 2024年9月19日発売[29]、ISBN 978-4-08-893432-7
  8. 2025年6月18日発売[30]、ISBN 978-4-08-893790-8

## テレビアニメ
2025年7月よりTOKYO MXほかにて放送中。

### スタッフ
- 原作 - みかみてれん[10]
- イラスト - 竹嶋えく[10]
- 監督 - 内沼菜摘[10]
- アドバイザー - 加戸誉夫[31]
- シリーズ構成 - 荒川稔久[10]
- キャラクターデザイン - kojikoji[10]
- サブキャラクターデザイン - 堀たえ子、石井久雄
- 衣装デザイン - 石井久雄、藤井結
- プロップデザイン - 堀たえ子、矢萩利幸、原千遥[31]
- メインアニメーター - 石井久雄[31]
- 色彩設計 - 関本美津子[10]
- 美術監督 - 高木佑梨、渡辺佳人[10]
- 美術設定 - 高木佑梨、上田瑞香、田中孝典、掛井嶺、新井佳奈、本田こうへい[31]
- 撮影監督 - 師岡拓磨[10]
- 編集 - 茶圓一郎[10]
- 音響監督 - 山口貴之[10]
- 音響効果 - 安藤由衣
- 音響制作 - HALF H・P STUDIO[31]
- 音楽 - 藤澤慶昌[10]
- 音楽制作 - 集英社DeNAプロジェクツ
- チーフプロデューサー - 川村仁、小玉慶太、前坂栄司
- プロデューサー - 小仲渉平、石山貴大、黒肥地勇人
- アニメーションプロデューサー - 石田麻菜美
- アニメーション制作 - studio MOTHER[10]
- 製作 - わたなれ製作委員会[注 2]

### 主題歌
「ムリムリ進化論」
ナナヲアカリによるオープニングテーマ。作詞・作曲はナユタセイジ、編曲はやしきん。
「迷っちゃうわ」
フィロソフィーのダンスによるエンディングテーマ。作詞・作曲・編曲は木下龍平。

### 各話リスト
| 話数 | サブタイトル                                        | 脚本     | 絵コンテ          | 演出                | 作画監督 | 総作画監督               | 初放送日      |
| ---- | --------------------------------------------------- | -------- | ----------------- | ------------------- | --- | ------------------------ | ------------- |
| #01  | 恋人とか、ぜったいにムリ！                          | 荒川稔久 | 内沼菜摘          | 内沼菜摘            | 金子美咲 鈴木明日香 | 鈴木明日香               | 2025年 7月8日 |
| #02  | 初めてのキスなんて、ムリ！                          | 荒川稔久 | 内沼菜摘          | 中村侑登            | 藤井結 関根柚月 Lee Sang-min Nyki 無錫極速蝸牛動画 one ghost studio 森谷春樹 | 塩川貴史 森谷春樹        | 7月15日       |
| #03  | ムリヤリなんて、だめムリ！                          | 荒川稔久 | いのうえだいすけ  | いのうえだいすけ    | 石井久雄 Nyki 天羽史季 時乃キノ | 時乃キノ                 | 7月22日       |
| #04  | 真唯なんて、やっぱりムリムリ！(※ムリじゃなかった!?) | 荒川稔久 | 櫛谷健太          | 櫛谷健太            | 原千遥 Lee Sang-min Nyki SEKED くまがぱんいち 春川彩子 阿見圭之介 | 阿見圭之介               | 7月29日       |
| #05  | 恋人とか、ぜったいにムリ！その2                     | 荒川稔久 | 加戸誉夫 内沼菜摘 | 朱イハン            | 田中日香里 朱イハン 吉村あずさ 李春佼 杜明ゼイ 王維慶 Achilles 趙星宇 胡雲濤 楊鎮宇 陸鑫 张坤昊 张紫祥 江影 無錫月霊動画 FUTURE STAR ENTERTAINMENT COMPANY LIMITED HONG NHUNG cat studio | 森谷春樹                 | 8月5日        |
| #06  | ふたりだけのヒミツが多すぎて、もうムリ！            | 荒川稔久 | 加戸誉夫 内沼菜摘 | 田村浩一            | 原千遥 校條あや ベラミー・ブルックス リニア・カタヤ PUK 趙小川 | 森谷春樹                 | 8月12日       |
| #07  | 修羅場とか、どうあがいてもムリ！                    | 荒川稔久 | 大槻敦史          | 高津戸友明 中村侑登 | 岸本誠司 関根柚月 金到暎 リニア・カタヤ 天羽史季 泉坂つかさ 長尾慧海 | 岸本誠司 仁井学 金子美咲 | 8月19日       |

### 放送局
| 放送期間       | 放送時間                     | 放送局     | 対象地域 | 備考                                 |
| -------------- | ---------------------------- | ---------- | -------- | ------------------------------------ |
| 2025年7月8日 - | 火曜 1:00 - 1:30（月曜深夜） | TOKYO MX   | 東京都   |                                      |
|                |                              | サンテレビ | 兵庫県   |                                      |
|                |                              | BS11       | 日本全域 | BS放送 / 『ANIME+』枠                |
|                | 火曜 22:30 - 23:00           | AT-X       | 日本全域 | CS放送 / 字幕放送 / リピート放送あり |

| 配信開始日    | 配信時間                           | 配信サイト | 備考           |
| ------------- | ---------------------------------- | --- | -------------- |
| 2025年7月8日  | 火曜 1:30（月曜深夜） 更新         | dアニメストア アニメタイムズ Lemino | 見放題先行配信 |
| 2025年7月11日 | 金曜 1:30（木曜深夜） 以降順次更新 | アニメ放題 ABEMA Amazon Prime Video J:COM STREAM DMM TV TELASA ニコニコ動画 バンダイチャンネル Hulu milplus見放題パックプライム U-NEXT | 見放題配信     |
|               |                                    | Amazon Prime Video カンテレドーガ J:COM STREAM TELASA ニコニコ動画 バンダイチャンネル ビデオマーケット music.jp milplus                | 都度課金配信   |
| 未発表        | 未発表                             | ABEMA ニコニコ動画 Lemino | 見逃し無料配信 |

### BD
| 巻 | 発売日             | 収録話         | 規格品番  |
| -- | ------------------ | -------------- | --------- |
| 1  | 2025年10月8日予定  | 第1話 - 第4話  | HPXR-3111 |
| 2  | 2025年11月12日予定 | 第5話 - 第8話  | HPXR-3112 |
| 3  | 2025年12月3日予定  | 第9話 - 第12話 | HPXR-3113 |

### 生配信番組
『公式生配信なんてムリムリ!（※ムリじゃなかった!?）』が2025年6月10日に集英社DeNAプロジェクツ 公式YouTubeチャンネルにて配信された。中村カンナ（甘織れな子役）、大西沙織（王塚真唯役）、安齋由香里（瀬名紫陽花役）、田中貴子（小柳香穂役）に、MCとして相良茉優（甘織遥奈役）が出演。